# رحمت أباد (خوانسار)
رحمت أباد هي قرية في مقاطعة خوانسار، إيران. عدد سكان هذه القرية هو 817 في سنة 2006.